# Gislaveds gummifabrik
Gislaveds gummifabrik var en gummifabrik i Gislaved i Jönköpings län. 
Varumärket Gislaved ägs idag av tyska Continental AG. Gislaved är känt för sin tillverkning av vinterdäck. Gislaved grundades 1895 som Svenska Gummifabriks Aktiebolag för tillverkning av galoscher. 

## Historik
Gislaveds gummifabrik grundades 1893 av bröderna Carl Gislow och Wilhelm Gislow, som startade tillverkning av bland annat gummistövlar och galoscher i Gislaved. Bröderna Gislow, födda Andersson, växte upp under enkla förhållanden i ett fosterhem utanför Gislaved. Föräldrarna hade dött i kolera 1866. Carl och Wilhelm Gislow utvandrade till USA och arbetade vid en gummifabrik i Naugatuck. De återvände till Sverige 1889 respektive 1891. Wilhelm Gislow arbetade under en period för Helsingborgs Gummifabrik AB, men – efter det att han förstått att Johan Dunker hade för avsikt att lämna över verksamheten till sin son Henry Dunker – bestämde han sig att lämna fabriken för att återvända till Gislaved. Där hade brodern Carl Gislow 1893 övertagit Johan Reinhold Lomells färgeri och börjat experimentera med tillverkning av gummivaror, bland annat gummibollar. Svenska Gummifabriks Aktiebolaget bildades av de båda bröderna 1895. År 1896 köptes det nedlagda närbelägna Gyllenfors bruk upp. Riktig fart fick tillverkningen sedan man 1897 tagit upp tillverkning av galoscher.
År 1904 tillverkades det första cykeldäcket och 1905 tillverkades det första bildäcket i Gislaved. År 1912 upphörde tillverkningen på grund av kvalitetsproblem, men den återupptogs 1926. Det var Gösta Gislow som återstartade däcktillverkningen sedan han varit i USA. Han tog över som chef och inledde förändringar i bolaget och produktionen. Den gamla tekniken ersattes och Gislaved Cord lanserades. Ytterligare förbättringar skedde efter anställning av den amerikanske däckexperten John Myers. En stor kund blev Volvo efter dess produktionsstart 1927. 1927 grundade släktingen Carl Gislow Värnamo Gummifabrik.
Den första tiden innebar stora framgångar för Svenska Gummifabriks AB. Trots att importen av gummi stoppades under första världskriget kunde bolaget hålla tillverkningen uppe tack vare stora råvarulager. Redan 1903 träffade Helsingborgs Gummifabriks AB, Viskafors gummifabrik och Svenska Gummifabriks AB överenskommelse om gemensam prissättning på galoscher. Senare anslöt sig även Ryska gummifabriks AB i Malmö till den 1912 bildade galoschkartellen. Priser, återförsäljarrabatter och kvoter av marknaden reglerades. Man lyckades även begränsa importen av galoscher från Ryssland genom att man kontrollerade grossister och återförsäljare. När priserna på svenska galoscher visade sig vara lägre utomlands än i Sverige, växte kritiken mot kartellen.

### Kooperativa förbundet

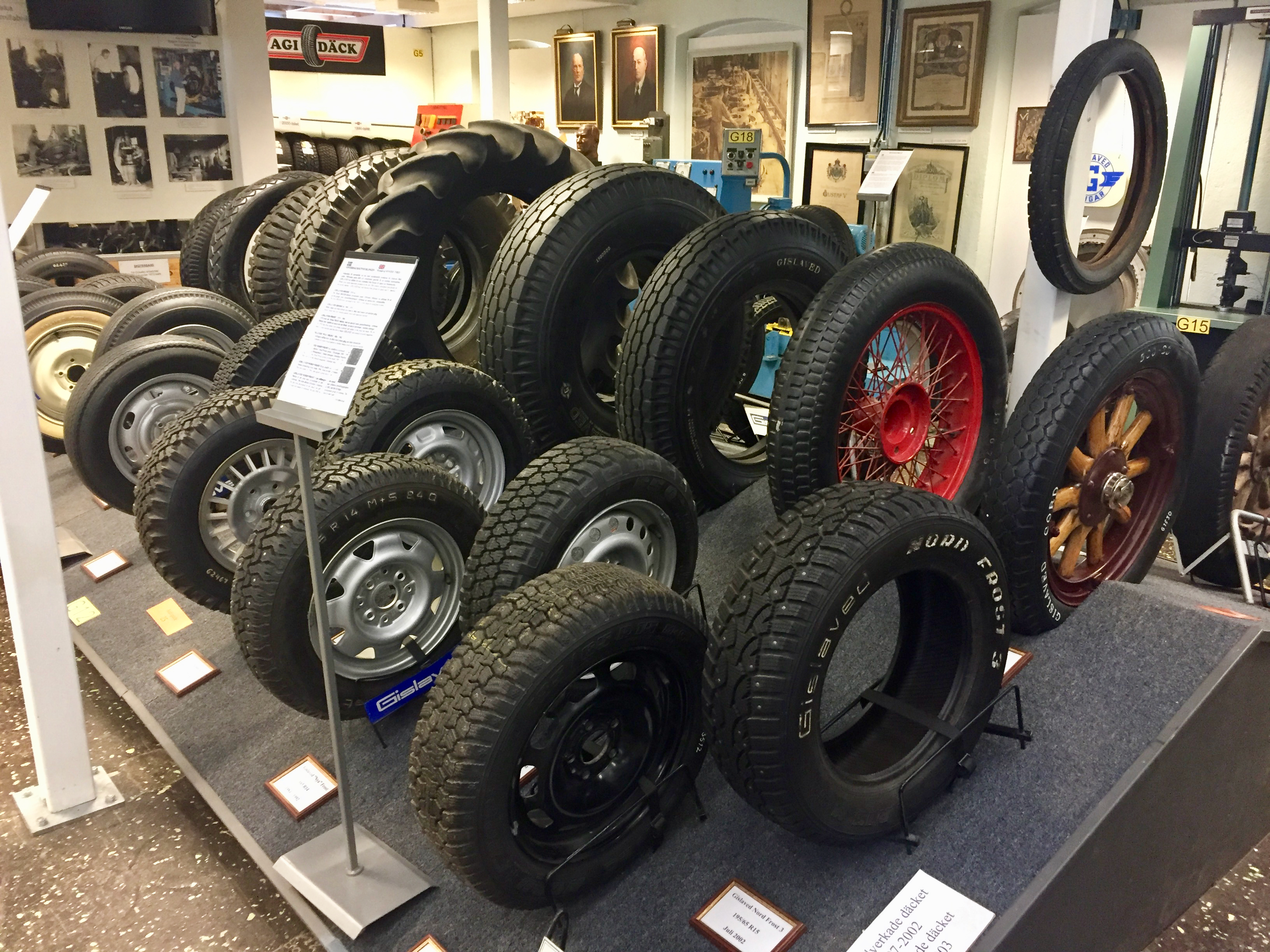
Uppställning av däck tillverkade av Gislaved på Gislaveds Industrimuseum

Kooperativa Förbundet (KF) hade tidigt engagerat sig mot kartellen och bland annat föreslagit att starta egen galoschtillverkning, något som för en tid ledde till att kartellen sänkte sina priser. 1926 beslutade man sig på KF:s kongress i stället för att köpa upp en av fabrikerna, och lyckades samma år förvärva aktiemajoriteten i Svenska Gummifabriks AB. Ägarsituationen där hade varit ostadig efter Wilhelm Gislows död 1925. KF:s intåg innebar en boom där antalet anställda snabbt steg till 1700. 1938 tecknades ett samarbetsavtal med US Rubber. Gislaved och ägaren KF inledde även ett samarbete med kooperativa IC (senare OK). Under 1930-talet växte Gislaveds produktion av däck: 15 däck per dag tillverkades 1927 – 1938 tillverkades 400 per dag. Gislaveds bildäck kallades Gislaved Cord. Nu växte sig Gislaveds däcktillverkning förbi galoschtillverkningen i betydelse för bolaget.  Under en period under andra världskriget inleddes samarbete och avtal med de tyska Buna-Werke kring syntetiskt gummi. Under KF:s ledning byggdes Ringsalen för föreningsverksamhet. Under 1930-talet byggdes många bostäder och egnahem av anställda, något som uppmuntrades av ägaren KF. Gummifabriken var också först med att införa två veckors semester och lediga lördagar.
Företaget var känt för sina förstklassiga vinterdäck och var bland annat först med att 1997 presentera ett vinterdäck utan högaromatiska oljor i slitbanan. Under 1950-talet inleddes den framgångsrika satsningen på vinterdäck. 1962 lanserade Gislaved det första dubbdäcket Gislaved Brodd och 1974 lanserades Gislaved Frost som blev en stor framgång. Samma år lades tillverkningen av diagonaldäck ned. Gislaveds fabrik var en av de första att tillverka stålradialdäck i slutet av 1960-talet. Kring 1970 var de viktigaste marknaderna den svenska hemmamarknaden, Japan och Nordamerika. 1969 börjades byggandet av en ny modern fabrik som enbart skulle tillverka däck. Den nya fabriken  hade en kapacitet till upp mot 600 000 däck per år. Fabriken invigdes 1971 och sägs ha Nordens längsta tegelvägg. 1983 ombildades verksamheten till Gislaved Däck AB. 1985 köpte KF norska Viking Dekk A/S av Viking-Askim och verksamheterna sammanlades i bolaget Nivis Tyre AB 1987.

### Continental
År 1992 köptes Gislaved av Continental AG. Ett samarbete med Continental hade funnits sedan 1978, då den tyska koncernen köpt Uniroyals (tidigare US Rubber) europeiska verksamhet. År 2002 lades tillverkningen ner. Det sista däcket återfinns på Gislaveds industrimuseum. Kvar blev dubbning av däck som lades ned 2003. Produktionen flyttades till Portugal och tyska Korbach. Idag inryms Welands industricentrum i däckfabrikens gamla lokaler.